# Achill Beck

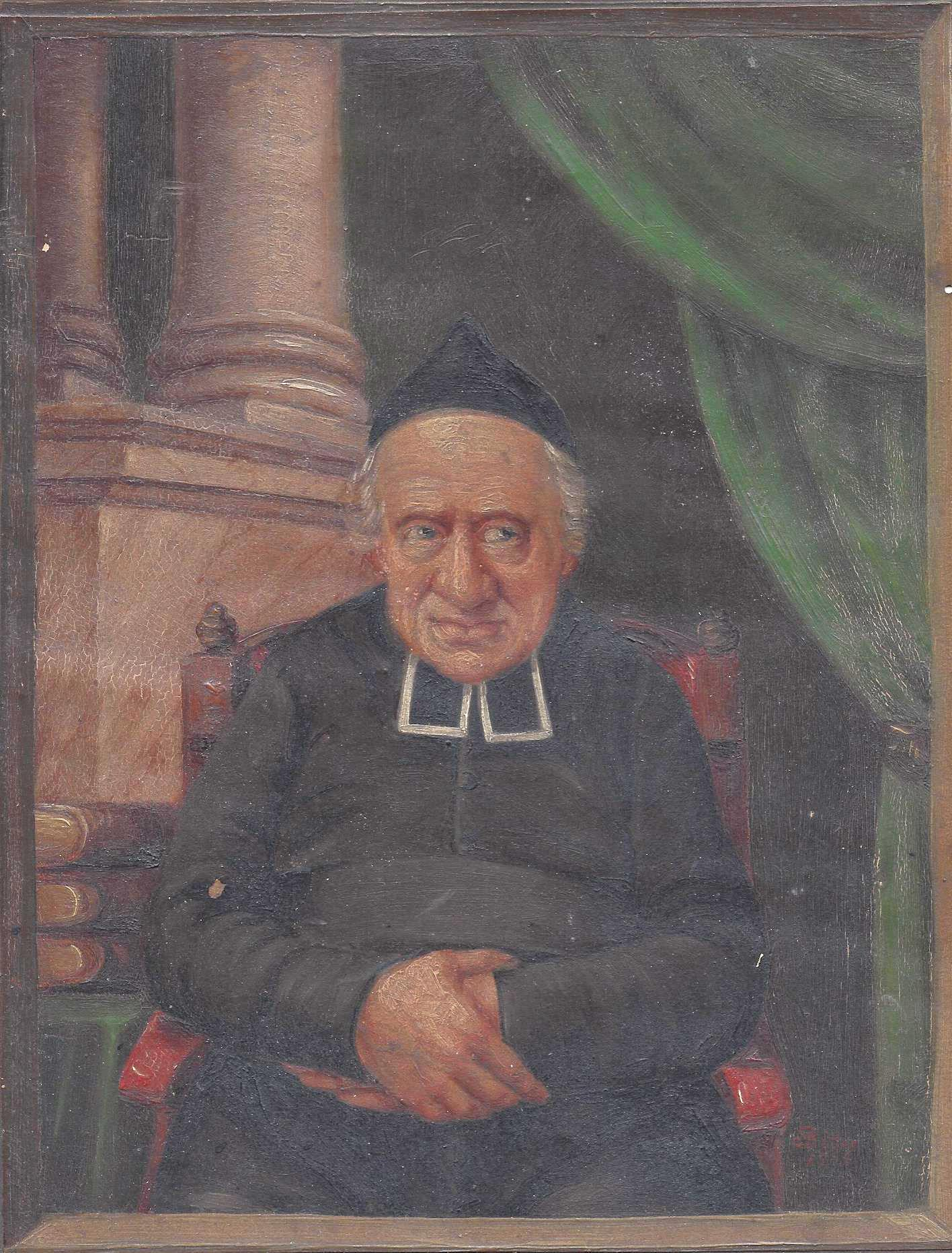
Achill Beck, Ölskizze von Carl Ritter, 1850

Achill Beck (* 27. Juni 1771 in Schwäbisch Gmünd; † 17. Februar 1853 in Waldshut) war ein deutscher Professor der Grammatik, Franziskanerpater und katholischer Priester.

## Leben
Achill Beck wurde am 27. Juni 1771 in Schwabisch Gmünd geboren. Nach einem Studium der Alten Sprachen und der Theologie an der Albert-Ludwigs-Universität in Freiburg im Breisgau trat er 1791 eine Stelle als Professor der Grammatik am Lyzeum der Franziskaner-Minoriten in Überlingen an. Am 19. September 1795 trat er in den Überlinger Franziskanerkonvent ein und wurde am 12. Oktober 1795 zum Priester geweiht. Nach der Säkularisation des Überlinger Franziskanerklosters 1806 und einem Interim als Pensionär entschloss er sich 1811, in den weltgeistlichen Stand überzutreten. Er erhielt durch die großherzoglich badische Regierung eine Pfarrei in Altheim im Seekreis zugeteilt. Bereits zum 1. November 1811 wechselte er als Curat-Beneficiant der Gottesackerkapelle nach Waldshut.
Neben seiner Tätigkeit als Gottesackerkaplan wurde ihm als ehemaligem Minorit 1820 die Auflösung des Kapuzinerklosters Waldshut übertragen, das im Besitz des Aarauer Fabrikanten Friedrich Frey-Herosé zu einer chemischen Fabrik umgebaut wurde. Achill Beck besorgte die Umbettung der in zwei Grüften bis 1781 bestatteten Kapuziner, für die er eine Gedenkstätte an der Nordwand der Waldshuter Gottesackerkapelle anlegte. 1825 brachte er die Herzkapseln und darüber die Herzgrabsteine des Basler Fürstbischofs Johann Franz von Schönau und des letzten Grafen Johann Ludwig II. von Sulz in die Nordwand der Kapelle ein. Am 17. Februar 1853 verstarb Archill Beck in Waldshut. Er wurde auf dem Gottesacker nahe der von ihm angelegten Kapuzinerruhestätte begraben. Sein Epitaph ist an der Außenwand erhalten.

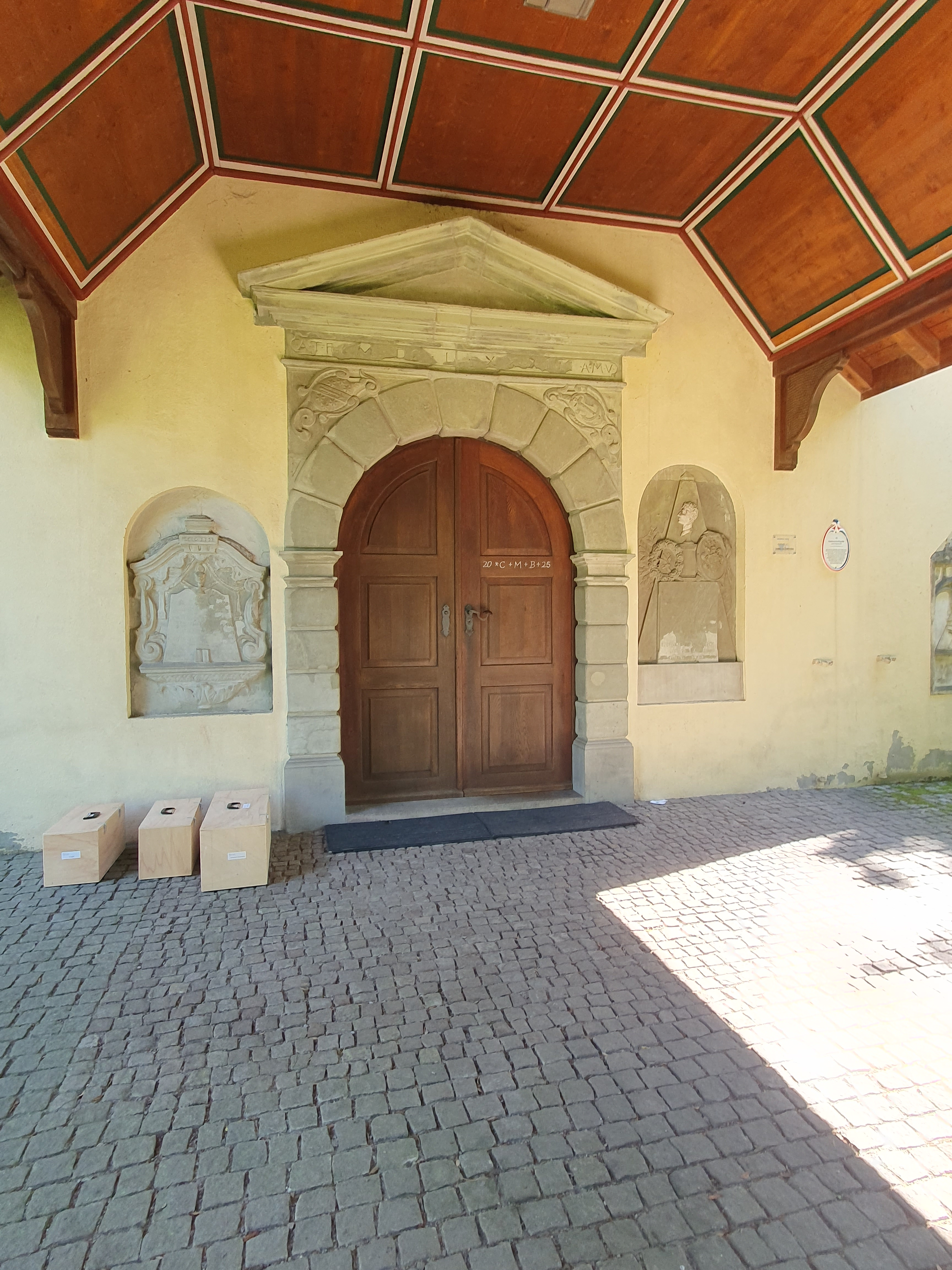
Epitaph für Achill Beck (links) an der Eingangsseite der Gottesackerkapelle

## Schriften
- Notizen des Paters Achilles Beck zur Geschichte des Kapuzinerklosters, 1821–1825, Generallandesarchiv Karlsruhe, Bestand 227 Nummer 271a.